# (466871) 2015 BH493
(466871) 2015 BH493 es un asteroide perteneciente al cinturón de asteroides, descubierto el 24 de agosto de 2007 por el equipo Spacewatch desde el Observatorio Nacional de Kitt Peak (Arizona, Estados Unidos).